# Trésor d'Atrée
Le Trésor d'Atrée, parfois appelé Tombe ou Tombeau d'Agamemnon, est une tombe à tholos de l'époque mycénienne, située à Mycènes, en Grèce.

## Localisation

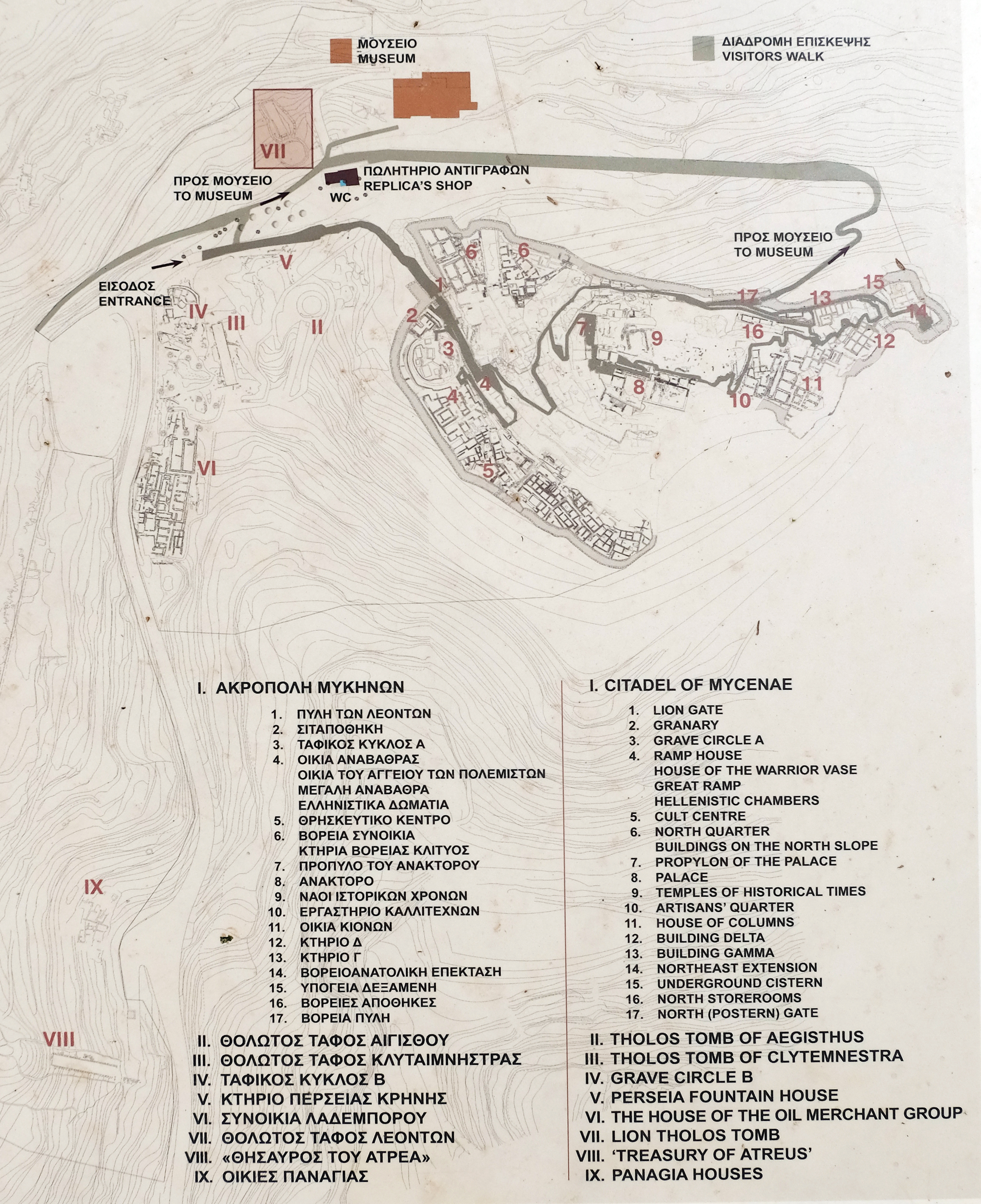
Carte du site de Mycènes, avec le Trésor d'Atrée situé au sud-ouest, au numéro.

Le Trésor d'Atrée fait partie d'un ensemble de neuf tombes à tholos, construites sur le site de Mycènes, dans le Péloponnèse ; il s'agit de « l'exemple le plus abouti » de cette architecture, en étant la plus grande et la plus ornée des tombes à tholos,. Il est situé à l'extérieur de la citadelle de Mycènes.

## Histoire

### Construction et usage protohistorique
Le trésor d'Atrée est une tombe d'époque mycénienne, construite dans les siècles précédant 1200 av. J.-C. et la période marquant la destruction des palais mycéniens et la fin de la civilisation mycénienne, mais sa datation plus précise fait débat.
Certains chercheurs, en utilisant les céramiques retrouvées, suggèrent une datation autour de 1370 av. J.-C. ; d'autres suggèrent que la construction remonte au XIVe siècle av. J.-C. et que la tombe est utilisée sur le temps long. La date faisant consensus est celle d'environ 1250 av. J.-C., correspondant à une période de reconstruction dans la ville de Mycènes.
Cette tombe, présentant une architecture ostentatoire, est utilisée par plusieurs individus, sans doute membres des couches sociales les plus élevées de la ville de Mycènes, peut-être des rois.

### Durant l'Antiquité
Dans son ouvrage Description de la Grèce, Pausanias, au IIe siècle, décrit plusieurs tombes à tholos à Mycènes, auxquelles il donne des noms de personnages issus de mythes grecs, dont ceux d'Atrée et d'Agamemnon,. Cela s'explique par la méconnaissance du passé mycénien pour leurs successeurs antiques, qui rattachent les vestiges encore visibles à un passé mythique.
Dès la période antique, des pillages ont lieu, dus à la visibilité de la tombe dans le paysage, rendant l'identification des individus inhumés plus difficile.

### Redécouverte
L'ouvrage de Pausanias est utilisé par l'archéologue allemand Heinrich Schliemann qui, lorsqu'il redécouvre ces tombes, nomme la plus imposante d'entre elles le « Trésor d'Atrée », bien qu'il ne s'agisse pas d'un trésor. La tombe est également nommée « Tombe d'Agamemnon » en grec.
Néanmoins, rien n'indique que cette tombe ne puisse être rapprochée à un membre de la famille des Atrides, personnages mythiques,. De plus, la tombe est antérieure à la date présumée de la guerre de Troie, indiquant que les individus inhumés ne sont pas des personnages magnifiés de l'œuvre homérique.

## Description

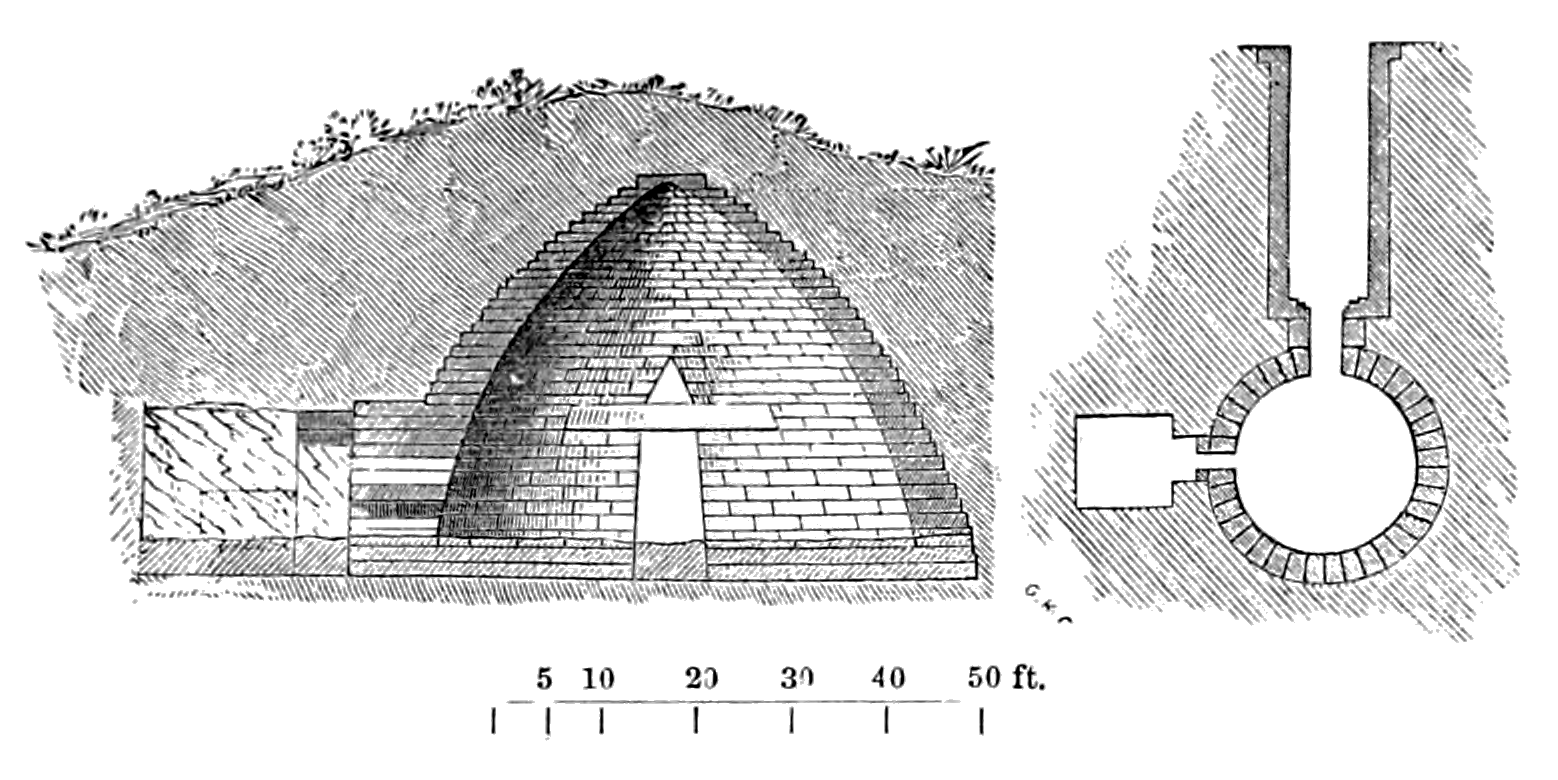
Section et plan du Trésor d'Atrée.

### Dromoset entrée

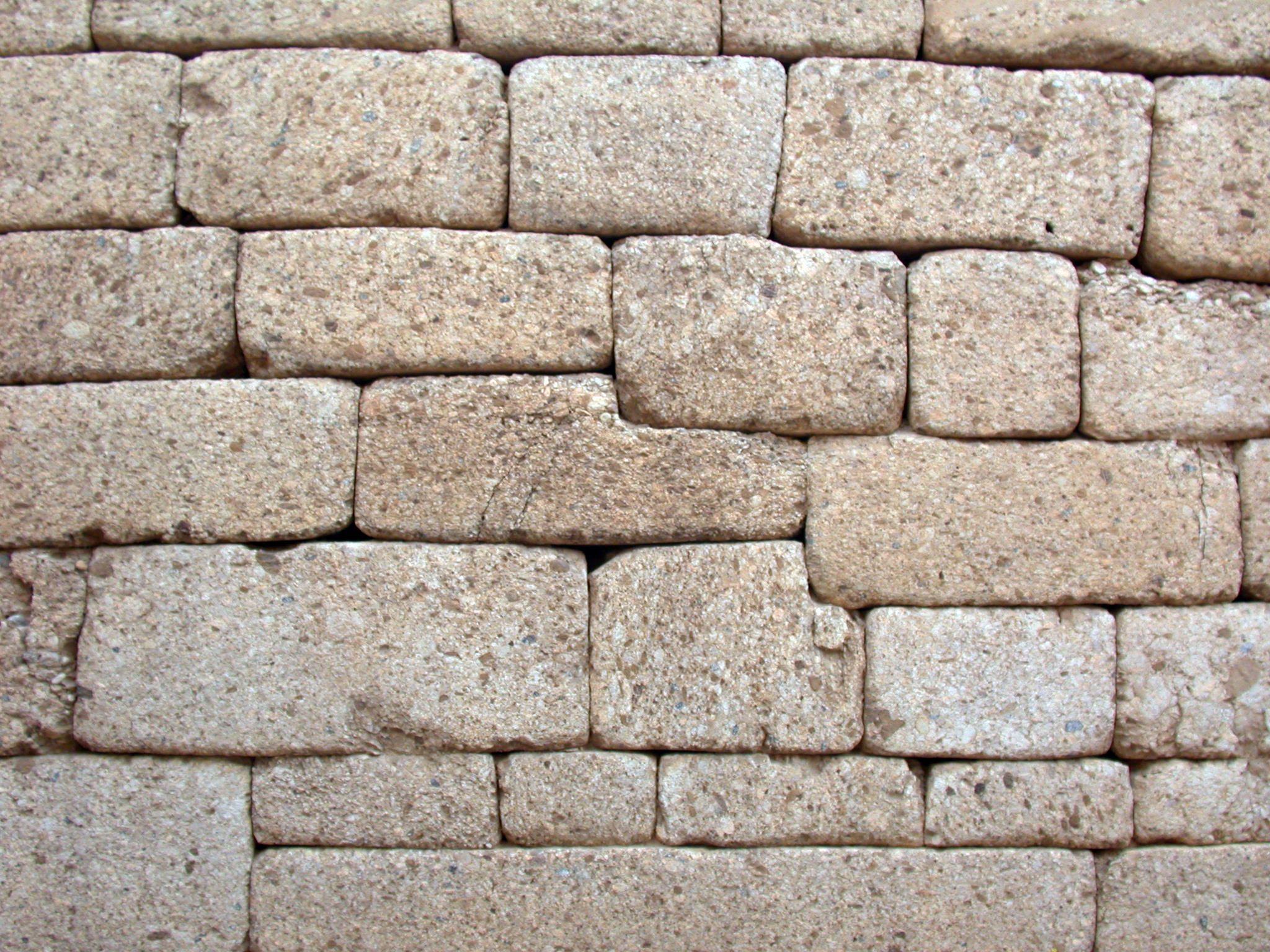
Détail de la maçonnerie du mur cyclopéen du dromos.

L'accès à la tholos se fait par une entrée inclinée et découverte ou dromos (« route »), longue de 36 m et large de 6 m, constituée de murs de pierres sèches cyclopéens,. Le dromos est rebouché, afin de cacher l'entrée de la tombe et de rendre les pillages plus difficiles ; lors d'une nouvelle inhumation, il est vidé puis rempli de nouveau après les cérémonies.
L'entrée de la tombe est surmontée d'un linteau monolithique, à la masse et aux dimensions importantes : il pèse 120 t et mesure 9 m de long, 5 m de profondeur et 0,9 m de hauteur. Ce linteau est lui-même surmonté d'un triangle de décharge, selon le même procédé que la porte des Lionnes de Mycènes. Des dalles de marbre rouge et vert ferment à l'origine ce triangle de décharge, afin d'éviter que la terre remplissant le dromos ne se renverse dans la tombe.

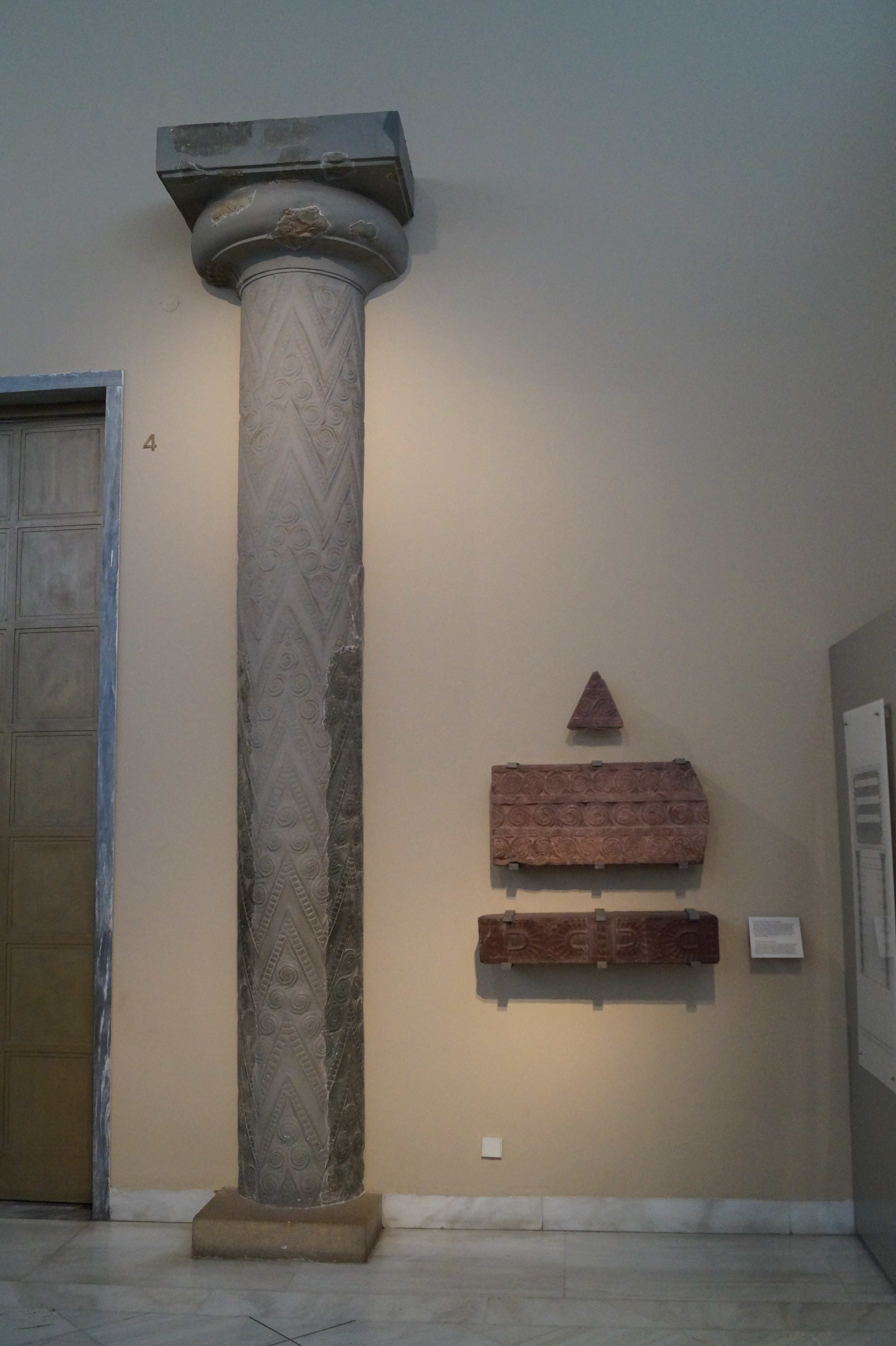
Éléments de la façade du Trésor d'Atrée, conservés au British Museum.

Deux colonnes en calcaire vert de style minoen sont à l'origine engagées dans la façade ; conservées au British Museum, elles sont constituées de motifs de zigzags et de spirales,. Des portes en bois massif, gainées de bronze, ferment à l'origine la tombe,.

### Salle principale

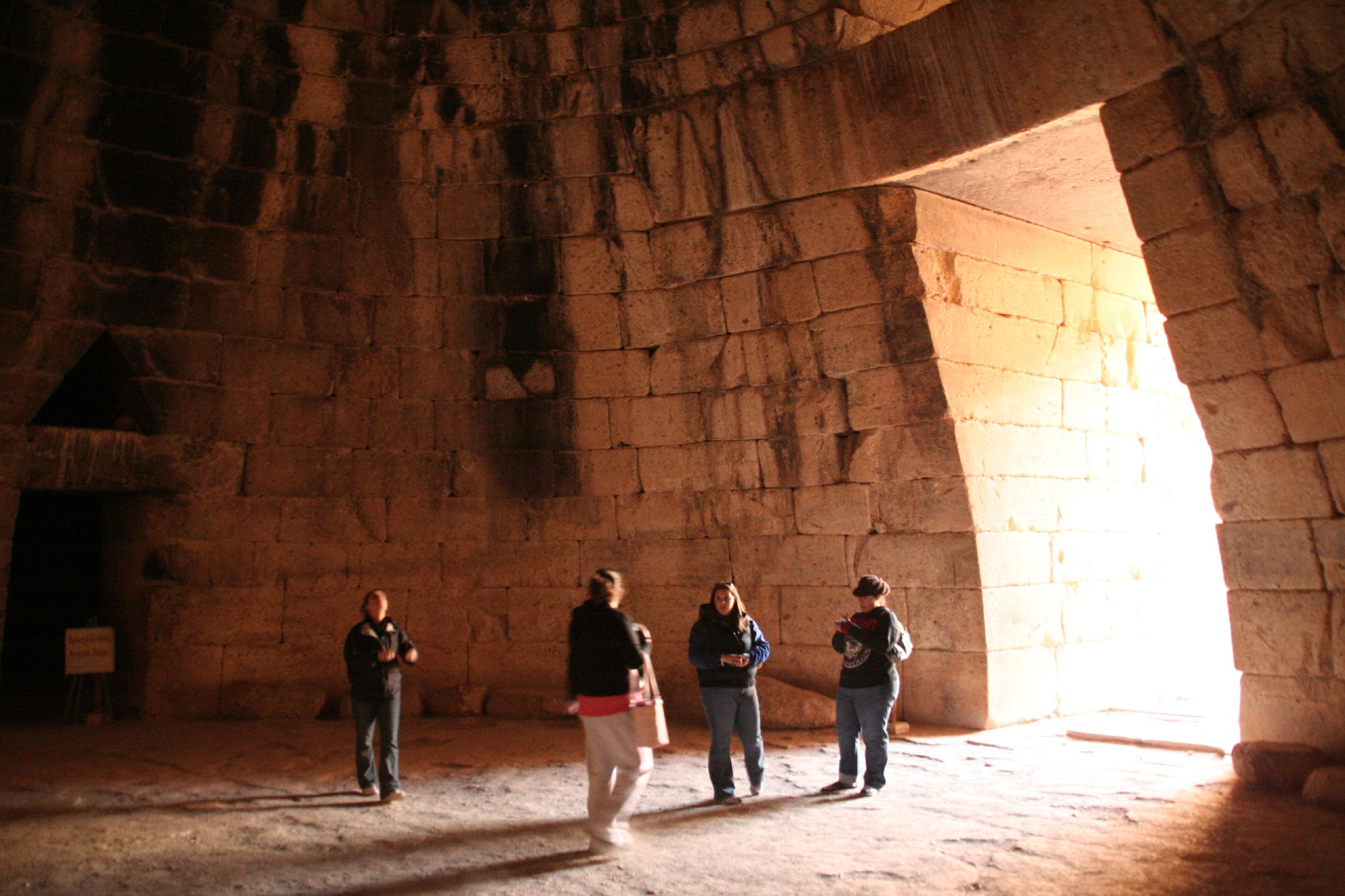
Intérieur de la salle principale.

La salle principale de la tombe à tholos, de plan circulaire, est recouverte d'un assemblage de blocs de pierres, placés en encorbellement, taillés et polis pour donner l'impression d'une voûte : les blocs sont disposés en rangées horizontales, qui diminuent au fur et à mesure, de même que la dimension des blocs. La salle est creusée dans la terre meuble d'une colline basse, les blocs sont placés par en haut.
Avec une hauteur intérieure de 13,4 m et un diamètre de 14,6 m, le Trésor d'Atrée possède la plus large voûte du monde pendant plus d'un millénaire, jusqu'à la construction du temple dit de Mercure à Baïes et du Panthéon de Rome[réf. nécessaire].
Cette salle principale n'accueille pas de sépulture, mais sert probablement aux différents rituels.

### Salle latérale
Les sépultures sont situées dans une petite chambre latérale, creusée dans la roche.

## Dans la culture
Le Trésor d'Atrée apparait dans le jeu vidéo Assassin's Creed Odyssey, sous le nom de Tombeau d'Agamemnon, à l'extérieur de Mycènes. Néanmoins, son apparence n'est pas tout à fait fidèle à la réalité : le dromos n'est pas représenté, la façade n'est pas similaire à celle du monument et l'ensemble n'est pas creusé dans la terre, mais dans la roche ; son apparence se rapproche ainsi des tombes à chambre de la fin de l'Âge du bronze, plus petites et simples, creusées dans la roche,.